# Yorkeys Knob
Yorkeys Knob est l'un des quartiers balnéaires de Cairns, dans la région de Cairns, dans l'extrême nord du Queensland, en Australie. Elle est à approximativement 13 kilomètres (8,1 miles) au nord du centre de Cairns, et est le troisième quartier balnéaire après Machans Beach et Holloways Beach. Selon le recensement de 2011, la population de Yorkeys Knob s'élevait à 2 766 habitants[réf. souhaitée].

## Histoire
Yorkeys Knob est nommé d'après Goerge Lawson, né à Yorshire, et pêcheur de concombre de mer basé à Cairns. Le 10 juin 1896, Yorkey Lawson signale la perte d'un homme et de son épouse de Green Island. Ils étaient partis pour visiter l'épave de Upolu, et envisageaient de revenir dans la journée. Lawson les rechercha, mais ne trouva aucun trace d'eux, ni même un accident. Un bateau fut envoyé pour chercher le couple.
Lawson construit une propriété jouxtant le domaine du Mont Buchain, près de ce qui est désormais Yorkeys Knob. Hors saison de pêche, lui et ses fils cultivaient des citrouilles, des patates douces, et des melons, infructueusement. Ce que les bandicoots et cochons ne mangeaient pas était dévoré par les crocodiles. Lawson utilisait les mangroves près de sa propriété comme bois de chauffage et l'eau nécessaire à la station de fumage de ses concombres de mer sur Green Island. 
Les habitants sont attachés au nom de Yorkeys Knob, en dépit de la réaction qu'elle suscite ("knob" est un terme argotique pour pénis), et ont réussi à empêcher un développeur de faire de la publicité pour un projet sous le nom de "Yorkeys Beach". 

## Infrastructures
Un supermarché, un bureau de poste, une bouteillerie, une boulangerie, et une multitude d'autres magasins sont installés à Yorkeys Knob. Un kiosque et une petite boutique sont en bord de mer, près de la zone de baignade principale. 
Trois restaurants sont établis à Yorkeys Knob. L'un d'entre eux, au port de plaisance de la Half Moon Bay, a une terrasse au-dessus de l'eau tournée depuis Half Moon Bay vers Double Island et Haycock Island (aussi appelée Scout's Hat, traduit littéralement par "chapeau du scout" dû à sa forme).

## Loisirs
La zone de baignade est à l'extrémité nord de la Sims Esplanade. Elle est délimitée par un filet afin de protéger les nageurs des cuboméduse d'Australie, et Surf Lifesaving Queensland y patrouille pendant 6 mois par an. On y trouve des installations de barbecue et de pique nique, ainsi que des toilettes publiques et des douches. La plage est tapissée de casuarinas, de badamiers, de takamakas, et de cocotiers. À son extrémité sud, la plage rejoint Thomatis Creek, qui se situe entre Yorkeys Knob et Holloways Beach. 
La plage est populaire pour la pratique de kitesurf et de windsurfing. 
Le Club de Golf de Half Moon Bay est situé à l'extrémité ouest de Wattle Street, et est un parcours court constitué d'un nombre de bunkers aquatiques. Il mesure 5 129 mètres de long par 70. La majorité du terrain est composé de sable qui sèche rapidement après les fortes pluies. Un parcours de 9 trous est généralement ouvert même si tous les autres parcours de Cairns sont fermés dû aux inondations, bien que des cyclones peuvent mener à sa fermeture pendant quelques jours. 

## Faune et flore
Au Club de Golf de Half Moon Bay, des espèces d'oiseaux comme le Vanneau soldat, l'Œdicnème bridé, une variété de martins-pêcheurs, le Loriquet à tête bleue , et les pyrargues peuvent être observés à Yorkeys Knob. Une colonie de roussettes vit dans le parc de Ray Howarth.
Des varans et des scinques peuvent être observés près de l'école publique. Des Huîtriers à long bec, des Œdicnèmes bridés, des Crabes violonistes, ainsi que des Crabes barboteurs de sable vivent le long de la plage. Des dauphins visitent parfois la baie. 

## Transport public
Yorkeys Knob est desservi par Sunbus tous les jours de la semaine. La ligne 1C de Yorkeys Knob Sunbus Service roule toutes les heures du lundi au samedi, et toutes les deux heures les dimanches. Cette ligne dessert aussi le centre commercial de Smithfield, le grand complexe commercial le plus proche. Une ligne directe, la 1D, est disponible pendant les heures de pointe, allant à Cairns les matins et revanant à Yorkeys en fin d'après-midi. 

## Inventaire du patrimoine
Yorkeys Knob possède de nombreux sites placés en inventaire du patrimoine, dont : 
- 40 Buckley Street: Second Innisfail Court House, un ancien palais de justice et station de police, implantée à Yorkeys Knob en tant que résidence privée[5].